# Ravensworth Castle (North Yorkshire)
Ravensworth Castle er ruinen af en middelalderborg fra 1300-tallet, der ligger i landsbyen Ravensworth, North Yorkshire, England.
Den tidligste kilde på borgen beskriver et besøg fra kong Johan i 1201.
Det er en listed building af første grad.